# India International 2021
Die India International 2021 im Badminton fanden vom 19. bis zum 24. Oktober 2021 in Bengaluru statt.

## Sieger und Platzierte
| Disziplin    | Gold                                             | Silber                                           | Bronze                                        |
| ------------ | ------------------------------------------------ | ------------------------------------------------ | --------------------------------------------- |
| Herreneinzel | Priyanshu Rajawat                                | Raghu Mariswamy                                  | Siddhanth Gupta                               |
| Herreneinzel | Priyanshu Rajawat                                | Raghu Mariswamy                                  | Mithun Manjunath                              |
| Dameneinzel  | Anupama Upadhyaya                                | Unnati Hooda                                     | Isharani Baruah                               |
| Dameneinzel  | Anupama Upadhyaya                                | Unnati Hooda                                     | Aashi Rawat                                   |
| Herrendoppel | Krishna Prasad Garaga Vishnuvardhan Goud Panjala | Arun George Sanyam Shukla                        | Jashwanth Dandu Hema Nagendra Babu Thandarang |
| Herrendoppel | Krishna Prasad Garaga Vishnuvardhan Goud Panjala | Arun George Sanyam Shukla                        | Tarun Kona Shivam Sharma                      |
| Damendoppel  | Treesa Jolly Gayathri Gopichand                  | Tanisha Crasto Rutaparna Panda                   | Ashwini Bhat Shikha Gautam                    |
| Damendoppel  | Treesa Jolly Gayathri Gopichand                  | Tanisha Crasto Rutaparna Panda                   | Thanushree Ramesh Mehreen Riza                |
| Mixed        | Ishaan Bhatnagar Tanisha Crasto                  | Sai Pratheek K. Krishnaprasad Gayathri Gopichand | Dingku Singh Konthoujam Sahithi Bandi         |
| Mixed        | Ishaan Bhatnagar Tanisha Crasto                  | Sai Pratheek K. Krishnaprasad Gayathri Gopichand | Venkat Gaurav Prasad Juhi Dewangan            |